# Brixia Tour 2011
Il Brixia Tour 2011, undicesima edizione della corsa, si è svolta in cinque tappe dal 20 al 24 luglio 2011 affrontando un percorso totale di 828,1 km. La corsa è stata vinta dall'italiano Fortunato Baliani con il tempo di 20h04'52".
Ponte di Legno è stata la sede di partenza della prima tappa. Nella seconda giornata di corsa si sarebbero dovute svolgere due semitappe, tuttavia la seconda di queste, consistita in una  cronometro individuale nella città di Brescia (Km 10,4), è stata annullata a causa di problemi di viabilità. La 4ª tappa prevedeva l'ormai classico arrivo in quota agli oltre 1.800 metri di Passo Maniva. Infine la sede d'arrivo dell'ultima tappa è stata posta a Verona.

## Tappe
| Tappa  | Data      | Percorso                                      | km    | Vincitore di tappa | Leader cl. generale |
| ------ | --------- | --------------------------------------------- | ----- | ------------------ | ------------------- |
| 1ª     | 20 luglio | Ponte di Legno > Edolo                        | 158   | Marco Frapporti    | Marco Frapporti     |
| 2ª-1ª  | 21 luglio | Pisogne > Brescia                             | 135,5 | Fabio Felline      | Fortunato Baliani   |
| 2ª-2ª  | 21 luglio | Brescia > Brescia (cron. individuale)         | 10,4  | annullata          | Fortunato Baliani   |
| 3ª     | 22 luglio | Brescia Buffalora (C.S. Rigamonti) > Prevalle | 211,5 | Manuel Belletti    | Fortunato Baliani   |
| 4ª     | 23 luglio | Concesio > Passo Maniva                       | 158,5 | Domenico Pozzovivo | Fortunato Baliani   |
| 5ª     | 24 luglio | Calcinato > Verona                            | 164,6 | Sacha Modolo       | Fortunato Baliani   |
| Totale | Totale    | Totale                                        | 828,1 |                    |                     |

## Squadre e corridori partecipanti
Le squadre ciclistiche iscritte sono diciannove, composte da nove corridori ciascuna. Di queste sei sono le squadre con licenza "UCI Pro Tour", otto squadre rientrano nella fascia "UCI Professional Continental Team" e cinque nella "UCI Continental Team". Alla partenza si sono presentati 159 corridori dei 166 iscritti.
| N.    | Cod. | Squadra                   |
| ----- | ---- | ------------------------- |
| 1-9   | COG  | Colnago-CSF Inox          |
| 11-19 | EUS  | Euskaltel-Euskadi         |
| 21-28 | LAM  | Lampre-ISD                |
| 31-39 | MOV  | Movistar Team             |
| 41-49 | RAB  | Rabobank Cycling Team     |
| 51-59 | SKY  | Sky Procycling            |
| 61-69 | GRM  | Team Garmin-Cervélo       |
| 71-79 | GEO  | Geox-TMC                  |
| 81-89 | FAR  | Farnese Vini-Neri Sottoli |
| 91-99 | DER  | De Rosa-Ceramica Flaminia |

| N.      | Cod. | Squadra                      |
| ------- | ---- | ---------------------------- |
| 101-109 | ASA  | Acqua & Sapone               |
| 111-119 | AND  | Androni Giocattoli           |
| 121-129 | TT1  | Team Type 1-Sanofi Aventis   |
| 131-139 | UHC  | UnitedHealthcare Pro Cycling |
| 141-149 | TST  | Christina Watches-Onfone     |
| 151-159 | OHT  | Ora Hotels-Carrera           |
| 161-169 | DAN  | D'Angelo & Antenucci-Nippo   |
| 171-179 | MIE  | Miche-Guerciotti             |
| 181-189 | AMO  | Amore & Vita                 |

## Dettagli delle tappe

### 1ª tappa
- 20 luglio: Ponte di Legno > Edolo – 158 km

Risultati
| Pos. | Corridore         | Squadra  | Tempo    |
| ---- | ----------------- | -------- | -------- |
| 1    | Marco Frapporti   | Colnago  | 3h36'34" |
| 2    | Fortunato Baliani | D'Angelo | a 4"     |
| 3    | Fabio Felline     | Geox-TMC | a 1'54"  |

| Pos. | Corridore         | Squadra  | Tempo    |
| ---- | ----------------- | -------- | -------- |
| 1    | Marco Frapporti   | Colnago  | 3h36'34" |
| 2    | Fortunato Baliani | D'Angelo | a 4"     |
| 3    | Fabio Felline     | Geox-TMC | a 1'54"  |

### 2ª tappa-1ª semitappa
- 21 luglio: Pisogne > Brescia – 135,5 km

Risultati
| Pos. | Corridore            | Squadra  | Tempo    |
| ---- | -------------------- | -------- | -------- |
| 1    | Fabio Felline        | Geox-TMC | 3h27'30" |
| 2    | Daniele Colli        | Geox-TMC | s.t.     |
| 3    | Miguel Ángel Rubiano | D'Angelo | s.t.     |

| Pos. | Corridore         | Squadra       | Tempo    |
| ---- | ----------------- | ------------- | -------- |
| 1    | Fortunato Baliani | D'Angelo      | 7h04'08" |
| 2    | Fabio Felline     | Geox-TMC      | a 1'44"  |
| 3    | Emanuele Sella    | Androni Gioc. | a 1'54"  |

### 2ª tappa-2ª semitappa
- 21 luglio: Brescia > Brescia – Cronometro individuale – 10,4 km

Semitappa annullata d'ufficio dalla Giuria Internazionale.

### 3ª tappa
- 22 luglio: Brescia Buffalora (C.S. Rigamonti) > Prevalle – 211,5 km

Risultati
| Pos. | Corridore       | Squadra      | Tempo    |
| ---- | --------------- | ------------ | -------- |
| 1    | Manuel Belletti | Colnago      | 4h58'49" |
| 2    | Daniele Colli   | Geox-TMC     | s.t.     |
| 3    | Andrea Guardini | Farnese Vini | s.t.     |

| Pos. | Corridore         | Squadra       | Tempo     |
| ---- | ----------------- | ------------- | --------- |
| 1    | Fortunato Baliani | D'Angelo      | 12h02'57" |
| 2    | Fabio Felline     | Geox-TMC      | a 1'44"   |
| 3    | Emanuele Sella    | Androni Gioc. | a 1'54"   |

### 4ª tappa
- 23 luglio: Concesio > Passo Maniva – 158,5 km

Risultati
| Pos. | Corridore          | Squadra    | Tempo    |
| ---- | ------------------ | ---------- | -------- |
| 1    | Domenico Pozzovivo | Colnago    | 4h09'58" |
| 2    | Fortunato Baliani  | D'Angelo   | a 7"     |
| 3    | Diego Ulissi       | Lampre-ISD | a 13"    |

| Pos. | Corridore          | Squadra    | Tempo     |
| ---- | ------------------ | ---------- | --------- |
| 1    | Fortunato Baliani  | D'Angelo   | 16h12'56" |
| 2    | Domenico Pozzovivo | Colnago    | a 2'00"   |
| 3    | Diego Ulissi       | Lampre-ISD | a 2'19"   |

### 5ª tappa
- 24 luglio: Calcinato > Verona – 164,6 km

Risultati
| Pos. | Corridore       | Squadra   | Tempo    |
| ---- | --------------- | --------- | -------- |
| 1    | Sacha Modolo    | Colnago   | 3h51'56" |
| 2    | Bernardo Riccio | D'Angelo  | s.t.     |
| 3    | Koldo Fernández | Euskaltel | s.t.     |

| Pos. | Corridore          | Squadra    | Tempo     |
| ---- | ------------------ | ---------- | --------- |
| 1    | Fortunato Baliani  | D'Angelo   | 20h04'52" |
| 2    | Domenico Pozzovivo | Colnago    | a 2'00"   |
| 3    | Diego Ulissi       | Lampre-ISD | a 2'19"   |

## Evoluzione delle classifiche
| Tappa              | TVincitore         | Classifica generale Maglia azzurra | Classifica a punti Maglia rossa | Classifica scalatori Maglia verde | Classifica trag. volanti Maglia gialla | Classifica giovani Maglia bianca | Classifica a squadre Maglia arancio |
| ------------------ | ------------------ | ---------------------------------- | ------------------------------- | --------------------------------- | -------------------------------------- | -------------------------------- | ----------------------------------- |
| 1ª                 | Marco Frapporti    | Marco Frapporti                    | Marco Frapporti                 | Marco Frapporti                   | Fortunato Baliani                      | Fabio Felline                    | D'Angelo & Antenucci-Nippo          |
| 2ª-1ª              | Fabio Felline      | Fortunato Baliani                  | Fabio Felline                   | Marco Frapporti                   | Fortunato Baliani                      | Fabio Felline                    | D'Angelo & Antenucci-Nippo          |
| 2ª-2ª              | annullata          | Fortunato Baliani                  | Fabio Felline                   | Marco Frapporti                   | Fortunato Baliani                      | Fabio Felline                    | D'Angelo & Antenucci-Nippo          |
| 3ª                 | Manuel Belletti    | Fortunato Baliani                  | Daniele Colli                   | Marco Frapporti                   | Alessandro Bazzana                     | Fabio Felline                    | D'Angelo & Antenucci-Nippo          |
| 4ª                 | Domenico Pozzovivo | Fortunato Baliani                  | Fortunato Baliani               | Fortunato Baliani                 | Alessandro Bazzana                     | Diego Ulissi                     | D'Angelo & Antenucci-Nippo          |
| 5ª                 | Sacha Modolo       | Fortunato Baliani                  | Daniele Colli                   | Fortunato Baliani                 | Alessandro Bazzana                     | Diego Ulissi                     | D'Angelo & Antenucci-Nippo          |
| Classifiche finali | Classifiche finali | Fortunato Baliani                  | Daniele Colli                   | Fortunato Baliani                 | Alessandro Bazzana                     | Diego Ulissi                     | D'Angelo & Antenucci-Nippo          |

## Classifiche della corsa

### Classifica generale - Maglia azzurra
| Pos. | Corridore           | Squadra        | Tempo     |
| ---- | ------------------- | -------------- | --------- |
| 1    | Fortunato Baliani   | D'Angelo       | 20h04'52" |
| 2    | Domenico Pozzovivo  | Colnago        | a 2'00"   |
| 3    | Diego Ulissi        | Lampre-ISD     | a 2'19"   |
| 4    | Michael Rasmussen   | Christina Wat. | a 2'27"   |
| 5    | Davide Rebellin     | Miche          | a 2'33"   |
| 6    | Morris Possoni      | Sky Procycling | a 2'35"   |
| 7    | Sergio Pardilla     | Movistar       | a 2'37"   |
| 8    | Carlos Ochoa        | Androni Gioc.  | a 3'22"   |
| 9    | Davide Torosantucci | D'Angelo       | a 3'58"   |
| 10   | Emanuele Sella      | Androni Gioc.  | a 4'25"   |

### Classifica a punti - Maglia rossa
| Pos. | Corridore         | Squadra  | Punti |
| ---- | ----------------- | -------- | ----- |
| 1    | Daniele Colli     | Geox-TMC | 30    |
| 2    | Fortunato Baliani | D'Angelo | 25    |
| 3    | Fabio Felline     | Geox-TMC | 20    |
| 4    | Manuel Belletti   | Colnago  | 19    |
| 5    | Marco Frapporti   | Colnago  | 15    |

### Classifica scalatori - Maglia verde
| Pos. | Corridore          | Squadra      | Punti |
| ---- | ------------------ | ------------ | ----- |
| 1    | Fortunato Baliani  | D'Angelo     | 10    |
| 2    | Domenico Pozzovivo | Colnago      | 6     |
| 3    | Marco Frapporti    | Colnago      | 6     |
| 4    | Diego Caccia       | Farnese Vini | 4     |
| 5    | Jack Bobridge      | Garmin       | 3     |

### Classifica dei traguardi volanti - Maglia gialla
| Pos. | Corridore          | Squadra       | Punti |
| ---- | ------------------ | ------------- | ----- |
| 1    | Alessandro Bazzana | Type 1-Sanofi | 27    |
| 2    | Omar Bertazzo      | Androni Gioc. | 17    |
| 3    | Fortunato Baliani  | D'Angelo      | 15    |
| 4    | Giorgio Brambilla  | De Rosa       | 15    |
| 5    | Daniele Colli      | Geox-TMC      | 10    |

### Classifica giovani - Maglia bianca
| Pos. | Corridore      | Squadra        | Tempo     |
| ---- | -------------- | -------------- | --------- |
| 1    | Diego Ulissi   | Lampre-ISD     | 20h07'11" |
| 2    | Fabio Felline  | Geox-TMC       | a 2'10"   |
| 3    | Matteo Fedi    | De Rosa        | a 2'23"   |
| 4    | Mikel Landa    | Euskaltel      | a 6'09"   |
| 5    | Peter Kennaugh | Sky Procycling | a 15'44"  |

### Classifica a squadre - Maglia arancio
| Pos. | Squadra                     | Tempo    |
| ---- | --------------------------- | -------- |
| 1    | D'Angelo & Antenucci-Nippo  | 60h23'43 |
| 2    | Androni Giocattoli-C.I.P.I. | a 1'03"  |
| 3    | Colnago-CSF Inox            | a 3'47"  |
| 4    | Sky Procycling              | a 12'06" |
| 5    | Lampre-ISD                  | a 13'04" |